# Rises Over Japan
Live in California 74 glazbeni je film od britanskog hard rock sastava Deep Purple, kojeg 1985. godine izdaje proizvođač filma 'Warner Bros. Pictures'.
Live in California 74 je japanski film koji uključuje dijelove s koncerta u dvorani 'Budokan' održanog 15. prosinca 1975. godine, kasnije objavljen na uživo albumu pod nazivom Last Concert in Japan. Budući da je film bio snimljen 16mm kamerom, kvaliteta videa je vrlo prosječna.

## Popis pjesama
1. "Smoke on the Water" (Ian Gillan, Ritchie Blackmore, Roger Glover, Jon Lord, Ian Paice)
2. "You Keep on Moving" (David Coverdale, Glenn Hughes)
3. "Burn" (Coverdale, Blackmore, Lord, Paice)
4. "Love Child" (Coverdale, Tommy Bolin)
5. "Highway Star" (Gillan, Blackmore, Glover, Lord, Paice)

## Izvođači
- David Coverdale - Prvi vokal
- Tommy Bolin - Gitara, vokal
- Glenn Hughes - Bas gitara, vokal
- Jon Lord - Klavijature, orgulje, prateći vokali
- Ian Paice - Bubnjevi, udaraljke

## Produkcija
- Tony Klinger - Režija, montaža
- Martin Birch - Producent snimanja, projekcija, snimatelj
- Clive Smith - Filmska montaža